# Josep Ricart i Giralt
Josep Ricart i Giralt (Barcelona, 7 de juliol de 1847 — Cardedeu, 18 de novembre de 1930) fou un mariner català, capità de 1a classe de la Marina mercant.

## Biografia
Estudià la carrera de nàutica a Barcelona i a Cartagena, on es graduà com a mariner el desembre de 1865. Fins a 1872 Ricart fou un "navegant actiu", professionalment parlant, però també per la seva implicació en la navegació científica i la Marina mercant. Es va interessar pel desenvolupament científic i per la reivindicació de la marina catalana. Fou professor i catedràtic de l'Escola de Nàutica de Barcelona, del qual fou el seu director entre el 1900 i 1918. Fundà la Revista de la Marina (1877) i El Fomento de la Marina (1883) i publicà un gran nombre d'obres de temàtica marítima. Com a divulgador científic, s'interessà també en l'aspecte científic de l'excursionisme, amb col·laboracions en diverses revistes, la qual cosa el portà a fer divulgació de temes relacionats amb l'astronomia i la geodesia.
Fou membre de la Reial Acadèmia de Ciències i Arts de Barcelona, ingressant el 9 de maig de 1892.

## Obres
- Nuestra marina mercante.  Barcelona: Impr. de Luis Tasso Serra, 1887.
- Cristóbal Colón, cosmógrafo.  Barcelona: imprenta de Henrich y Cía, 1893.
- Potencialidad naval de España: lo que ha sido, lo que es y lo que puede ser.  Barcelona: Tip. "L'Avenç", 1899.
- El Siglo de Oro de la Marina velera de construcción catalana: 1790-1870.  Barcelona: Sobs. López Robert, 1924.